# Apistomyia minor
Apistomyia minor är en tvåvingeart som beskrevs av Gottlieb Wilhelm Bischoff 1932. Apistomyia minor ingår i släktet Apistomyia och familjen Blephariceridae. Inga underarter finns listade i Catalogue of Life.